# Рик Моранис
Фредерик Алън „Рик“ Моранис (на английски: Frederick Allan "Rick" Moranis) (роден на 18 април 1953 г.) е канадски актьор. Известен е с участията си във филми като „Ловци на духове“ (1984), „Космически топки“ (1987), „Скъпа, смалих децата“ (1989) и „Семейство Флинтстоун“ (1994).
През 1997 г. Моранис се оттегля временно от актьорството, за да отгледа двете си деца. Оттогава не се е появявал в игрални филми, но въпреки това е озвучавал в няколко анимационни филма.

## Частична филмография
- „Огнени улици“ (1984)
- „Ловци на духове“ (1984)
- „Милионите на Брустър“ (1985)
- „Клуб „Парадайз““ (1986)
- „Малкото магазинче на ужасите“ (1986)
- „Космически топки“ (1987)
- „Ловци на духове 2“ (1989)
- „Скъпа, смалих децата“ (1989)
- „Родители“ (1989)
- „Моите сини небеса“ (1990)
- „История от Ел Ей“ (1991)
- „Скъпа, уголемих детето“ (1992)
- „Наследството“ (1993)
- „Семейство Флинтстоун“ (1994)
- „Побойникът“ (1996)
- „Братът на мечката“ (2003, глас)
- „Братът на мечката 2“ (2006, глас)